# Marcello Simoni
 (janvier 2022).
La mise en forme du texte ne suit pas les recommandations de Wikipédia : il faut le « wikifier ».
Les points d'amélioration suivants sont les cas les plus fréquents. Le détail des points à revoir est peut-être précisé sur la page de discussion.
- Les titres sont pré-formatés par le logiciel. Ils ne sont ni en capitales, ni en gras.
- Le texte ne doit pas être écrit en capitales (les noms de famille non plus), ni en gras, ni en italique, ni en « petit »…
- Le gras n'est utilisé que pour surligner le titre de l'article dans l'introduction, une seule fois.
- L'italique est rarement utilisé : mots en langue étrangère, titres d'œuvres, noms de bateaux, etc.
- Les citations ne sont pas en italique mais en corps de texte normal. Elles sont entourées par des guillemets français : « et ».
- Les listes à puces sont à éviter, des paragraphes rédigés étant largement préférés. Les tableaux sont à réserver à la présentation de données structurées (résultats, etc.).
- Les appels de note de bas de page (petits chiffres en exposant, introduits par l'outil «  Source ») sont à placer entre la fin de phrase et le point final[comme ça].
- Les liens internes (vers d'autres articles de Wikipédia) sont à choisir avec parcimonie. Créez des liens vers des articles approfondissant le sujet. Les termes génériques sans rapport avec le sujet sont à éviter, ainsi que les répétitions de liens vers un même terme.
- Les liens externes sont à placer uniquement dans une section « Liens externes », à la fin de l'article. Ces liens sont à choisir avec parcimonie suivant les règles définies. Si un lien sert de source à l'article, son insertion dans le texte est à faire par les notes de bas de page.
- La présentation des références doit suivre les conventions bibliographiques. Il est recommandé d'utiliser les modèles {{Ouvrage}}, {{Chapitre}}, {{Article}}, {{Lien web}} et/ou {{Bibliographie}}. Le mode d'édition visuel peut mettre en forme automatiquement les références.
- Insérer une infobox (cadre d'informations à droite) n'est pas obligatoire pour parachever la mise en page.

Pour une aide détaillée, merci de consulter Aide:Wikification.
Si vous pensez que ces points ont été résolus, vous pouvez retirer ce bandeau et améliorer la mise en forme d'un autre article.
Marcello Simoni est un écrivain, bibliothécaire et archéologue italien, dont certains romans ont été traduits en français.
En 2011, il publie le roman Le marchand de livres maudits, qui atteint la 2e place du classement des livres les plus vendus en Italie le 26 septembre . L'auteur est lauréat du prix Bancarella 2012. En 2013, il remporte le prix Lizza d'oro avec L'île des moines sans nom.

## Biographie
Marcello Simoni est né à Comacchio, dans la province de Ferrare, en 1975.
Il est diplômé en arts de l'Université de Ferrare. Il a occupé pendant des années la profession d'archéologue, puis est devenu bibliothécaire au Séminaire de l'Annonciation. Il a publié plusieurs essais historiques, notamment pour la revue spécialisée Analecta Pomposiana . Une grande partie de ses recherches concerne l'abbaye de Pomposa, avec une attention particulière aux fresques médiévales représentant des scènes de l'Ancien et du Nouveau Testament et de l'Apocalypse.
Sur le plan narratif, il a participé à l'anthologie 365 histoires d'horreur pendant un an, organisée par Franco Forte. D'autres de ses nouvelles ont été publiées par le magazine littéraire Writers Magazine Italia .
Son premier roman, Le Marchand de livres maudits, est un thriller médiéval qui s'articule autour de la figure d'Ignace de Tolède, marchand de reliques mozarabe, et d'un manuscrit insaisissable intitulé Uter Ventorum, capable selon la légende d'évoquer les anges. Ce volume peut être considéré comme un ouvrage fictif, comme le Necronomicon cité par HP Lovecraft  .
En octobre 2012, il publie La Bibliothèque perdue de l'Alchimiste, qui met de nouveau en scène son personnage Ignace de Tolède. La même année, il publie et à partir d'août de la même année Rex Deus. L'armée du diable, un ebook en série ensuite publié en papier sous le titre L'isola dei monaci senza nome.
En 2016, il a commencé à collaborer avec la maison d'édition Einaudi, publiant une saga se déroulant au XVIIe siècle et consacrée aux enquêtes de l'inquisiteur Girolamo Svampa.
Le 21 janvier 2020, il a été invité au Sénat pour discuter de littérature, de démocratie et du rapport entre l'homme et le pouvoir avec les sénateurs Paola Boldrini et Roberto Rampi. La réunion, animée par Camilla Ghedini, a été ouverte par un message d'Andrea Martella, sous-secrétaire du Premier ministre italien, chargée de l'information et de l'édition.
Le 12 mai 2020, il publie un roman intitulé La selva degli impiccati, dans lequel on voit le célèbre "poète-voleur" du XVe siècle, François Villon, chargé de traduire en justice Nicolas Dambourg, le chef d'un gang de hors-la-loi appelé « Les Coquillards ». Villon, condamné à mort pour ses crimes, ne pourra échapper au licou que s'il parvient à le faire capturer.
Pendant son temps libre, Simoni organise des événements culturels littéraires.

## Romans

### Saga du Marchand de livres
1. Le Marchand de livres maudits, Éditions Newton Compton, 2011.Traduit en 2013 par les Éditions Michel Lafon.
2. La Bibliothèque perdue de l'alchimiste, Éditions Newton Compton, 2012. Traduit en 2014 par les Éditions Michel Lafon.
3. Le labyrinthe au bout du monde, Éditions Newton Compton, 2013. Traduit en 2015 par les Éditions Michel Lafon.
4. Le secret du marchand de livres, Éditions Newton Compton, 2020. Traduit en 2021 par les Éditions Michel Lafon.
5. La profezia delle pagine perdute, Newton Compton Editori, 2021. Traduit en 2023 "La prophétie des pages perdues".

### Saga Rex Deus
1. L'isola dei monaci senza nome. Rex Deus saga , Éditeurs Newton Compton, 2013. (Édition papier de l'ebook Rex Deus. The Devil's Army, précédemment diffusé en cinq épisodes : Il patto, La loggia segreta, Il monastero dimenticato, La mappa del templare e La reliquia scomparsa.

Romans non traduits en français.

### Saga Codice Millenarius
1. L'Abbaye des cents péchés, Éditions Newton Compton, 2014. Traduit en 2018 par les Éditions Michel Lafon.
2. L'Abbaye aux cent crimes, Éditions Newton Compton, 2015. Traduit en 2018 par les Éditions Michel Lafon.
3. L'abbaye aux cent mensonges, Éditions Newton Compton, 2016. Traduit en 2019 par les éditions Michel Lafon.

### Saga Secretum
1. L'eredità dell'abate nero, Newton Compton Editori, 2017.
2. Il patto dell'abate nero, Newton Compton Editori, 2018.
3. L'enigma dell'abate nero, Newton Compton Editori, 2019.

Romans non traduits en français.

### Enquêtes de l'inquisiteur Girolamo Svampa
- Il marchio dell'inquisitore, Giulio Einaudi Editore, 2016.
- Il monastero delle ombre perdute, Giulio Einaudi Editore, 2018
- La prigione della monaca senza volto, Giulio Einaudi Editore, 2019

Romans non traduits en français.

### Autres romans
- I sotterranei della cattedrale, Newton Compton Editori, 2013. Non traduit.
- La cattedrale dei morti, Newton Compton Publishers, 15 octobre 2015. (Recueil de nouvelles qui contient : I sotterranei della cattedrale, L'enigma del violino et La prigione della anime.) Non traduit.
- Il lupo nell'abbazia>, Mondadori, 2019. Non traduit.
- La selva degli impiccati, Giulio Einaudi Editore, 2020. Non traduit.

### Nouvelles
- Galaverna, dans Writers Magazine Italie, n. 21, 2010
- La succube, en 365 histoires d'horreur pendant un an, Delos Books, 2011
- Le troisième sacrifice, dans PreTesti - Opportunités pour la littérature numérique, n. 2, 2011
- Triade démoniaque, dans Writers Magazine Italy, n. 25, 2011
- Splatter chips, in Knife, no. 3, 2012
- Le banquet d'échecs, dans Giallo panettone, Mondadori, 2012
- Les pirates de Negroponte, in Cuore di tigre, Piemme, 2013
- L'énigme du violon, dans Summer in Yellow, Newton Compton, 2013
- La tour des bourreaux, dans ThrillerMagazine.it (puis en format pdf directement sur la page Facebook de l'auteur), 2 août 2013 ( prequel de Rex Deus Saga )
- La malédiction du scarabée, dans Yellow Christmas, de Newton Compton, 2013
- Le baiser, dans le journal La Nuova Ferrara à la page 28, 2 juillet 2014
- La prison des âmes, dans New Year's Crimes, Newton Compton, 2014
- Meurtre d'une statue, dans La Lettura de Il Corriere della Sera, 15 août 2015 (une aventure d'Ignazio da Toledo)
- Le monastère sur la mer, diffusé en quatre épisodes sur la Domenica de Il Sole 24 Ore, du 31 juillet au 21 août 2016
- C'est l'histoire classique du cape et d'épée, dans La lecture de Ferragosto di Repubblica, 15 août 2018
- Le peintre des monstres, in Histoires baroques, Piemme, juin 2021.
- Le mystère des dix tours, Newton Compton Editori, 2021.

### Essais historiques
- Les vallées Comacchiese. Transformations morphologiques et de peuplement de l'âge du bronze final au haut moyen âge , Corbo Editore, 2001.
- Interventions d'archéologie urbaine et de restauration à Comacchio (Atti del Convegno, Comacchio 22 février 2002), Corbo Editore, 2002.
- Pèlerinages à travers les terres du Delta autour de l'an 1000 : s. Romualdo, Otto III et l'histoire des frères Quinque , dans Mille ans de martyre : l'héritage de saint Romuald et des frères Quinque, Actes de la convention (Ferrare, 15 novembre 2003), pp. 51–116.
- La "légende" de saint Léon. Culte, "traditio" et labyrinthe dans l'histoire de Voghenza, Ferrara et Montefeltro , dans Analecta Pomposiana, n. 30 - 2005, p. 9–122.
- Verba depicta. Légendes bibliques dans les fresques de la nef principale de Pomposa , dans Analecta Pomposiana, n. 33 - 2008, p. 5–51.
- Rêves et rêveurs. La représentation de sopor dans les fresques bibliques de Pomposa , dans Analecta Pomposiana, n. 34 - 2009, p. 107–122.
- Pompeux entre image et symbole. Lectures et suggestions en marge du cycle biblique du XIVe siècle , avec deux interventions de Massimo Oldoni, Cartographic Editions, Ferrara 2011.
- Les mystères de l'abbaye de Pomposa, Le navire de Thésée, 2017.
- Tarot magique et chevaleresque : La véritable histoire de Rolando, Add Editore, 2019.
- Anges et démons : obéissance et rébellion Giulio Einaudi Editore Stile libero Vs, 2021.

## Prix et reconnaissances
- 2011 - Prix What's Up Jeunes Talents, à la Culture
- 2012 - Prix Bancarella
- 2012 - Prix Emilio Salgari de littérature aventureuse
- 2012 - Prix Camaiore de littérature jaune
- 2013 - Prix Lizza d'Oro[5]
- 2016 - Prix Ferrare de la Presse
- 2018 - Prix Ilcorsaronero
- 2018 - Prix Libroguerriero
- 2019 - Prix Jean Coste